# Макаров, Александр Фёдорович
Алекса́ндр Фёдорович Мака́ров (11 февраля 1951, г. Касимов, Рязанская область) — советский легкоатлет, призёр Олимпийских игр, заслуженный мастер спорта.

## Спортивная карьера
Наивысшего достижения Александр Макаров добился на Олимпийских играх в Москве в 1980 году, став серебряным призёром в метании копья.
После завершения спортивной карьеры работает тренером.

## Семья
Жена — Людмила Макарова, мастера спорта СССР, победительница юниорского первенства СССР;
Сын — Сергей Макаров, заслуженный мастер спорта России, чемпион мира, двукратный призёр Олимпийских игр;
Дочь — Елена Макарова, призер чемпионата России 2005 года.